# Florian Schöbinger
Florian Schöbinger (* 5. März 1986 in Mutlangen, Deutschland) ist ein deutscher Handballspieler. Seine Körpergröße beträgt 1,92 m.

## Karriere
Schöbinger, der in Alfdorf aufgewachsen ist, begann mit dem Handballspielen beim TSV Alfdorf, nachdem er zuvor bereits Fußball gespielt hatte. Beim TSV Alfdorf wurde er zum HVW-Auswahlspieler. In der B-Jugend wechselte er im Sommer 2000 mit 17 Jahren zum TV Bittenfeld, wo er umgehend in der ersten Mannschaft in der Oberliga eingesetzt wurde. Mit dem TV Bittenfeld gelang Schöbinger 2004 der Aufstieg in die Regionalliga sowie 2006 in die 2. Handball-Bundesliga Süd. 2011 qualifizierte er sich mit dem Verein für die neu gegründete eingleisige 2. Handball-Bundesliga. Am Ende der Saison 2014/15 stieg er mit dem TVB in die Handball-Bundesliga auf. In der Saison 2015/16 spielte Schöbinger mit dem nun unter dem Namen TVB 1898 Stuttgart antretenden Verein in der Bundesliga und erzielte dabei in 26 Spielen zwölf Tore.
Nach 16 Jahren beim TV Bittenfeld verließ Schöbinger den Verein im Sommer 2016 und wechselte zum Drittligisten HC Oppenweiler/Backnang, wo er zusammen mit seinem Bruder Philipp Schöbinger spielte. Dem TVB 1898 Stuttgart blieb Schöbinger weiterhin als Marketing-Botschafter verbunden. Im Juli 2018 zog er aus beruflichen Gründen in die Vereinigten Staaten und wechselte zu San Francisco CalHeat. Dort wurde er 2019 US-amerikanischer Meister.
2012 gewann Schöbinger mit der Wettkampfgemeinschaft Stuttgart unter Rolf Brack als Trainer in Leipzig die Deutsche Hochschulmeisterschaft.
Schöbinger bekleidet die Position als Kreisläufer, bei Bittenfeld wurde er anfangs auch als Rückraumspieler sowie auf beiden Außenpositionen eingesetzt. Zudem gilt er als Abwehrspezialist.

## Persönliches
2006 wurde Schöbinger für besondere Verdienste um den Sport mit der Sportverdienstplakette der Stadt Waiblingen ausgezeichnet.
Schöbinger hat ein Betriebswirtschaftsstudium an der Universität Stuttgart absolviert. Während des Studiums hielt sich Schöbinger für ein Auslandssemester auch in Norwegen auf und trainierte mit dem dortigen Erstligisten Fyllingen IL in Bergen. Zu wichtigen Spielen des TV Bittenfeld wurde er in dieser Zeit eingeflogen. Nach Abschluss seines Studiums arbeitet er seit 2014 bei Kärcher, dem Hauptsponsor des TVB 1898 Stuttgart, im Geschäftsfeld Strategischer Vertrieb/Produktmanagement. Seit 2018 ist er für Kärcher als Start-up-Scout im Silicon Valley tätig.
Schöbinger ist seit 2018 verheiratet.